# Greenfield (California)
Greenfield è una città statunitense situata in California, nella contea di Monterey. Nel 2000 contava 12.583 abitanti.